# Андско тити
Андското тити (Callicebus oenanthe) е вид бозайник от семейство Сакови (Pitheciidae). Видът е критично застрашен от изчезване.

## Разпространение
Разпространен е в Перу.